# Jules Gentil
Jules Charles Henri Gentil, né à Annecy le 10 février 1898 et mort à La Verrière le 20 mai 1985, est un pianiste et pédagogue français.

## Biographie
Fils du compositeur Jules Marie Victor Gentil (1864-1940), il étudie le piano d’abord avec sa mère Anna Mockers (1861-1937), qui avait été élève de Georges Mathias, puis avec Santiago Riera (1867-1959) au Conservatoire de Paris, où il obtient un premier prix en 1916. Ayant également travaillé avec Lazare-Lévy il joue souvent avec son frère violoniste Victor Gentil (1892-1973) et avec le violoncelliste Gérard Hekking. Il enseigne à l’École normale de musique de Paris dès 1920, puis partage la direction de l’école avec Alfred Cortot à partir de 1938. Il est également professeur au Conservatoire de Paris de 1941 à 1969 et donne en outre plusieurs master-class aux États-Unis.

## Enseignement
Il a contribué à former de nombreux pianistes parmi lesquels on peut citer Jean Micault, Gail Delente, Serge Mudry, Philip Kawin, Pierre Froment, Marie-Catherine Girod, Ramzi Yassa, Seth Carlin, David Lively, Michel Sogny, et aussi des compositeurs comme Alain Weber, André Mathieu, Alain Bernaud.
Selon les témoignages de ses élèves, son enseignement est tourné vers la recherche de gestes permettant une exécution aisée, au besoin à l’aide de doigtés non conventionnels, donnant de l’importance au rôle des épaules et des bras, en apportant un soin particulier à la pédale.  Il ne fait pratiquement pas travailler de gammes ni d’exercices, et s’éloigne en cela des habitudes de son époque dans l’enseignement français du piano.
Il est enterré à Saint-Léger-en-Yvelines.